# Golem (film din 1980)
Golem este un film SF de groază polonez din 1980 regizat de Piotr Szulkin.  Rolurile principale au fost interpretate de actorii Marek Walczewski, Krystyna Janda și Joanna Żółkowska. Scenariul filmului este inspirat de legenda evreiască a Golemului și de romanul omonim al lui Gustav Meyrink.

## Rezumat
Viitorul postapocaliptic: acțiunea filmului are loc la câteva decenii după un dezastru nuclear global. În lumea distrusă de războiul nuclear există un sistem totalitar. Cercetătorii, sub supravegherea continuă a autorităților, încearcă să îmbunătățească omenirea prin efectuarea de experimente medicale pe unități care sunt necorespunzătoare din punct de vedere social. Primul dintre subiecți, modelul prototip, este Pernat. Se întoarce în apartamentul său din podul clădirii, lipsit de memorie, redus doar la priceperea muncii. Holtrum locuiește în aceeași clădire, obsedat de crearea unui om perfect.
Controlat la fiecare pas, Pernat se revoltă împotriva tutorilor săi. Inițial, încearcă s-o convingă pe Rozyna, fiica lui Holtrum, ca să scape și mai târziu pe Miriam, fiica unui bibliofil nebun. În cele din urmă, însă, Pernat nu scapă, el este acuzat de uciderea lui Holtrum și este închis.
În ultima scenă, Pernat este din nou schimbat: de data aceasta el este plin de entuziasm politic vorbind cu mulțimea de la o tribună. În mâna lui se află o carte cu un număr. Este o referire la legenda derivată din tradiția evreiască, conform căreia Golem, o creatură din lut, este reanimat după ce i s-a introdus în gură o carte cu o formulă magică.

## Distribuție
- Marek Walczewski - Pernat
- Krystyna Janda - Rozyna, fiica lui Holtrum
- Joanna Żółkowska - Miriam
- Mariusz Dmochowski - Holtrum
- Krzysztof Majchrzak -  fiul lui Holtrum
- Wiesław Drzewicz -  tatăl lui Miriam
- Bogusław Sobczuk - investigator
- Ryszard Pietruski - investigator
- Jan Nowicki - „lider de vis”
- Wojciech Pszoniak - prizonier
- Marian Opania - om de știință
- Andrzej Seweryn - om de știință

## Lansare și primire
În 1980, la al 7-lea Festival al filmului polonez, Piotr Szulkin a primit premiul Gdańsk pentru cel mai bun regizor debutant.